# Furia nera (film 1975)
Furia nera è un film del 1975 diretto da Demofilo Fidani.

## Trama
Ricky, un bambino texano in vacanza a Roma con i suoi genitori, è l'obiettivo di una scalcinata banda di malviventi che intende rapirlo a scopo di estorsione; la banda è formata da Ciccio, ex giardiniere e capo banda del gruppo e da Otto e Catullo, quest'ultimo sordomuto.
La sera concordata per il rapimento però qualcosa va storto perché Ricky non si trova nella sua stanza e al suo posto c'è Franco, un coetaneo del ragazzino con il quale aveva precedentemente stretto amicizia e che si era prestato in questa finzione poiché Ricky in quel momento si trovava altrove per chiarire una divergenza con un ragazzo del posto.
Ricky, avendo saputo del rapimento, si mette sulle tracce dei rapitori seguito da Blacky, il suo cane da pastore tedesco, e con l'aiuto di Cesare, un ladruncolo il cui scopo è cercare di trarre profitto dalla situazione che però finisce invece per aiutare inconsapevolmente il bambino, facendo arrestare sé e gli altri banditi.
I genitori di Ricky, felici per il pericolo scongiurato dopo essere venuti a conoscenza dei fatti, organizzano una festa con la partecipazione di tutta la gente del circondario; ciò nonostante, Ricky convinto dell'innocenza di Cesare, gli manda, tramite una lettera, i suoi più profondi ringraziamenti per averlo aiutato nel ritrovamento di Franco.